# Wide Boy (Nik Kershaw)
Wide Boy è un singolo del cantautore britannico Nik Kershaw, pubblicato nel marzo 1985 come secondo estratto dal secondo album in studio The Riddle.
La canzone, scritta nel 1981, fu registrata originariamente per essere inserita nell'album Human Racing, ma venne scartata in fase di produzione.

## Composizione
Wide boy è un brano dalle sonorità pop rock influenzate dallo stile new wave in voga in quel periodo.  Il testo descrive la storia di un teppistello che diventa famoso grazie all'incisione di un brano. Prosegue con la descrizione della vita che conduce, piena di eccessi e di soldi, ma nonostante tutto rimane altro che un "teppistello" (wide boy).

## Video musicale
Il videoclip della canzone è stato diretto dal designer Storm Thorgerson e prodotto dalla Greenback Films. Il filmato dura 5:55 minuti, ossia circa un minuto e mezzo in più rispetto alla canzone; il fatto è spiegato dall'incipit recitato aggiunto al brano. La trama si basa sul testo della canzone, ampliandone e contestualizzandone la storia. Inizia con Nik Kershaw in una stanza di un centro di recupero nel 1959, seduto mentre beve una bottiglia di whisky. Stordito dall'alcol e dalle medicine vede una figura in abito formale, che gli dice che la sua ora è arrivata, mostrandogli delle fotografie che portano il cantante a ricordare la sua storia. Il flashback ripercorre le varie fasi che han portato il protagonista in riabilitazione, dal brano che lo portò al successo nel 1959 fino al vortice di soldi, droga e feste che in due decenni lo hanno portato a doversi ricoverare. Le ultime scene mostrano il cantante inseguito da medici mascherati che lo conducono alla stanza, dove il figuro in giacca e cravatta lo attende con il suo cadavere in braccio. Il flashback ha come colonna sonora il brano stesso e mostra i fatti come in un musical; la trama si svolge inoltre lungo l'arco di quattro decenni (dal 1959 agli anni ottanta), resi visivamente oltre che dai costumi, anche dallo stile della fotografia.

## Tracce
7" single (WEA NIK 7)
Lato A
1. Wide Boy (Remix) – 3:19

Lato B
1. So Quiet – 3:12

12" single (WEA NIKT 7)
Lato A
1. Wide Boy (Extended Mix) – 5:07

Lato B
1. Shame On You (Remix) – 3:39 – Lato B2: So Quiet - 3:07

## Classifica
Wide Boy fu il sesto singolo consecutivo di Nik Kershaw ad entrare nella top 20,  dove raggiunse il nono posto nel 1985. Il suo singolo successivo Don Quixote fu l'ultimo singolo della striscia positiva ad entrare nella top 20 inglese. Il brano raggiunse la zona alta anche delle classifiche irlandesi e australiane, rispettivamente al quinto e settimo posto.
| Chart                         | Position |
| ----------------------------- | -------- |
| Official Singles Chart        | 9        |
| Irish Singles Chart           | 5        |
| Australia (Kent Music Report) | 7        |
| Dutch Mega Top 50             | 47       |
| German Media Control Charts   | 25       |